# Euploea leda
Euploea leda är en fjärilsart som beskrevs av Moore 1883. Euploea leda ingår i släktet Euploea och familjen praktfjärilar. Inga underarter finns listade i Catalogue of Life.